# Miranda Barrera
Miranda Barrera Jiménez, född 5 mars 2002, är en mexikansk konstsimmare.

## Karriär
I december 2021 vid panamerikanska spelen för juniorer i Cali var Barrera en del av Mexikos lag som tog guld i både lagtävlingen och i highlight.
I februari 2024 vid VM i Doha tog Barrera brons tillsammans med Diego Villalobos i det tekniska programmet för mixade par.